# Ayvit
Ayit Aviation and Tourism – prywatne izraelskie linie lotnicze (kod linii IATA: OO), obsługujące połączenia pomiędzy jej macierzystym portem lotniczym Sede Dow a innymi lotniskami w Izraelu.

## Historia
Przedsiębiorstwo powstało w 1985, jako krajowe linie lotnicze obsługujące połączenia czarterowe i turystyczne w Izraelu. W styczniu 2008 linie otrzymały zezwolenie na uruchomienie połączenia do Rosz Pina.

## Porty docelowe

### Azja
- Izrael
  - Beer Szewa (port lotniczy Beer Szewa)
  - Herclijja (port lotniczy Herclijja)
  - Rosz Pina (port lotniczy Rosz Pina)
  - Tel Awiw (port lotniczy Sede Dow) - baza

## Obecny skład floty
Ayit Aviation and Tourism obecnie posiadają: